# Episodi di Simon & Simon (sesta stagione)
La sesta stagione della serie televisiva Simon & Simon è stata trasmessa in prima visione negli Stati Uniti d'America da CBS tra il 1986 e il 1987.
In Italia è stata trasmessa in prima visione da Italia 1.
| nº | Titolo originale                 | Titolo italiano | Prima TV USA      | Prima TV Italia |
| -- | -------------------------------- | --------------- | ----------------- | --------------- |
| 1  | Competition: Who Needs It?       |                 | 25 settembre 1986 |                 |
| 2  | A.W.O.L.                         |                 | 2 ottobre 1986    |                 |
| 3  | Still Phil After All These Years |                 | 9 ottobre 1986    |                 |
| 4  | The Cop Who Came to Dinner       |                 | 16 ottobre 1986   |                 |
| 5  | Treasure                         |                 | 23 ottobre 1986   |                 |
| 6  | The Last Big Break               |                 | 30 ottobre 1986   |                 |
| 7  | The Rookie                       |                 | 6 novembre 1986   |                 |
| 8  | Like Father, Like Son            |                 | 13 novembre 1986  |                 |
| 9  | The Case of Don Diablo           |                 | 20 novembre 1986  |                 |
| 10 | Mrs. Simon & Mrs. Simon          |                 | 4 dicembre 1986   |                 |
| 11 | Just Because I'm Paranoid...     |                 | 11 dicembre 1986  |                 |
| 12 | Tonsillitis                      |                 | 18 dicembre 1986  |                 |
| 13 | Deep Water Death                 |                 | 8 gennaio 1987    |                 |
| 14 | For Old Crime's Sake             |                 | 15 gennaio 1987   |                 |
| 15 | Opposites Attack                 |                 | 29 gennaio 1987   |                 |
| 16 | Judgement Call                   |                 | 5 febbraio 1987   |                 |
| 17 | Tanner, P.I. for Hire            |                 | 12 febbraio 1987  |                 |
| 18 | Ancient Echoes                   |                 | 19 febbraio 1987  |                 |
| 19 | Second-Story Simons              |                 | 26 febbraio 1987  |                 |
| 20 | I Thought the War Was Over       |                 | 5 marzo 1987      |                 |
| 21 | Lost Lady                        |                 | 12 marzo 1987     |                 |
| 22 | Walking Point                    |                 | 26 marzo 1987     |                 |